# Bambusicola
Bambusicola je rod ptica u porodici fazanki. Sastoji se od dvije vrste. To su: 
- Bambusicola fytchii
- Bambusicola thoracicus

## Vanjske poveznice
- Bambusicola

## Ostali projekti
|  | Zajednički poslužitelj ima još gradiva o temi Bambusicola |
|  | Wikivrste imaju podatke o taksonu Bambusicola             |